# Castell de Benedormiens
El castell de Castell d'Aro o de Benedormiens és un monument protegit com a bé cultural d'interès nacional situat a Castell d'Aro, dins del municipi de Castell d'Aro, Platja d'Aro i s'Agaró (Baix Empordà).

## Descripció
El castell de Benedormiens és situat al costat de l'església parroquial de Castell d'Aro, a la part alta del poble.
L'aspecte actual de l'edifici és fruit de nombroses intervencions que al llarg del temps n'han alterat notablement la fesomia original. Els paraments més antics es poden datar dels segles XII-XIV, amb refaccions possiblement dels segles XVI-XVII. La restauració dels anys 1970 va modificar força l'aspecte primigeni d'aquest edifici.
Les parts més antigues, d'època medieval (segles XII-XIII), són les que queden a l'est, adossada a l'església, i a l'oest. Al costat est destaca el gran portal de mig punt adovellat, d'on surt en direcció a l'església i fins a arribar a la porta del campanar un mur que té cinc espitlleres estretes, una de les quals retocada per a arma de foc, i gairebé totes situades a la part inferior del mur. A la part alta hi ha una finestra gòtica trilobulada. Aquest mur conserva, a la cara interna, l'arrencament de dos arcs apuntats, que indiquen que hi havia hagut una nau paral·lela. Al costat del portal adovellat el mur gira en angle recte i té dues espitlleres estretes més a diferent alçada. A la façana on és ubicat el portal hi ha diverses espitlleres a diferent alçada, una finestra i un balcó amb llinda adovellada. La façana acaba amb una galeria i a sota d'aquesta hi ha un rengle d'espitlleres. La finestra, la galeria i el balcó corresponen a una reforma posterior de l'edifici que es pot observar clarament en el canvi del parament, que fins a sota la finestra adovellada era de carreus regulars de pedra més o menys rectangulars i que a partir d'aquest punt és fet de pedres irregulars. Al costat sud hi ha una façana amb tres sortides a un terrat, construït afegint quatre grans voltes a l'edifici, i tres finestres, que, igual que les portes, tenen llinda.
El passadís està cobert amb volta de canó. Té una arcada de mig punt i dovelles ben tallades i dona accés al pati. Des del pati es té accés a l'entrada de l'edifici, però aquest sector ha estat totalment reformat en la restauració.
Al costat est hi ha murs antics bastits damunt la roca que conserven espitlleres a la part inferior. La torre que hi ha en aquest costat està totalment refeta i costa distingir les parts més antigues.

## Història

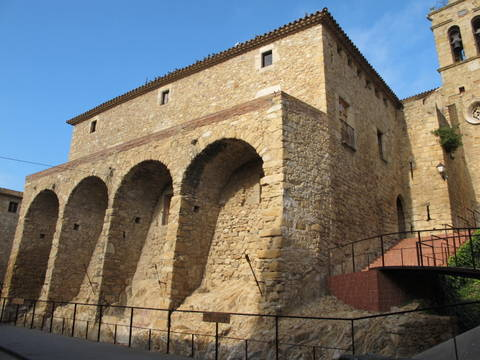
Castell d'Aro (Gener 2013)

Fou un castell termenat, anomenat inicialment de Benedormiens. El primer document en el qual s'esmenta el castell ja amb aquest nom («castrum appelatum Benedormiens») data de l'any 1041 i fa referència a una reunió celebrada per tal de decidir el futur del castell que tot just s'acabava de construir amb la finalitat de protegir el territori de la vall d'Aro del perill d'invasions sarraïnes. Hi participaven la comtessa Ermessenda de Carcassona, vídua del comte Ramon Borrell, el bisbe de Girona Pere Roger, Landrid, abat del monestir de Sant Feliu de Guíxols, i Gaufred Vidal i la seva esposa Guíxol, senyors de Pals, i es reuniren a l'església de Santa Cristina de la vall d'Aro. El castell se cedí, no a un senyor laic sinó al monestir de Sant Feliu de Guíxols, juntament amb els delmes i les primícies de la parròquia de Santa Cristina i del terme del castell.
L'any 1099 l'abat de Sant Feliu de Guíxols cedí la castlania del castell a Ramon Gaufred, membre de la família dels senyors de Pals. El 1197, l'abat de Sant Feliu donà el domini útil del castell a Guerau de Lledó en canvi de jurament d'homenatge.
Després del segle xii, a la documentació ja no és al·ludit amb el nom de Benedormiens. D'ençà del segle xiii apareix el nom de «castrum de Aredo», que també és l'emprat en el segle xiv en la venda del dret de bovatge efectuada per Pere III el Cerimoniós l'any 1372 a Castell d'Aro. Els fogatges de la població dels anys 1359 i 1381 donaven 73 focs o cases a Castell d'Aro.
L'any 1462, durant la guerra dels remences, el castell va ser incendiat i va patir importants destrosses, que en van determinar la decadència. Durant el segle xvii, Castell d'Aro va deixar de pertànyer al monestir de Sant Feliu de Guíxols i va passar al domini reial, en el qual va ser centre de la batllia de la Vall d'Aro. L'any 1879 hi hagué un incendi fortuït que degué afectar considerablement una bona part de l'edifici. L'actual castell és una construcció de notables dimensions resultat de la restauració iniciada el 1970. És de propietat municipal.